# Kurt Bøgh
Kurt Bøgh (zm. 20 sierpnia 2011) – duński żużlowiec.

## Życiorys

### Kariera sportowa
Srebrny medalista młodzieżowych indywidualnych mistrzostw Danii (1965). Siedmiokrotny medalista indywidualnych mistrzostw Danii: czterokrotnie srebrny (1966, 1967, 1971, 1973) oraz trzykrotnie brązowy (1968, 1970, 1974).
Wielokrotny reprezentant Danii na arenie międzynarodowej. Srebrny medalista mistrzostw świata par (Borås 1973). Uczestnik eliminacji drużynowych oraz indywidualnych mistrzostw świata (najlepszy wynik: Selskov 1968 – IX miejsce w finale skandynawskim).

### Życie prywatne
Brat Ernsta Bøgha, również żużlowca, i wujek Sabriny Bøgh, żużlowczyni.